# Rhytisma acerinum
Rhytisma acerinum Schwein., (1832) é um fungo pertencente ao grupo dos Ascomycetes que infecta localmente as folhas de várias árvores, com destaque para o género Acer, comportando-se como um parasita biotrófico. A espécie é o agente patogénico mais comum associado ao aparecimento de manchas foliares em plátanos e bordos no final do verão e no outono. Como fitopatógeno biotrófico, em geral não causa danos permanentes nas plantas infectadas, tendo um efeito essencialmente cosmético, sendo a doença autolimitada ou controlável por simples métodos de sanidade vegetal.